# Spettroscopia Auger
La spettroscopia Auger o AES, acronimo dell'inglese Auger Electron Spectroscopy, (da non confondere con l'omonimo acronimo inglese della spettroscopia di emissione atomica, Atomic Emission Spectroscopy) è una delle tecniche spettroscopiche di analisi di superficie. Fornisce, infatti, la composizione elementare di una superficie utilizzando un fascio elettronico ad alta energia per sondare la superficie più esterna (20-30 Å) del campione in analisi (aree dell'ordine del μm).

## Principio fisico
La AES può essere sintetizzata in 3 passaggi: ionizzazione, emissione dell'elettrone per effetto Auger, analisi degli elettroni Auger emessi.
Quando un atomo viene colpito da un elettrone (o da un'altra particella) con energia tra i 2 keV e i 50 keV, un elettrone di core può venire espulso, creando una lacuna in un orbitale interno (ad es., 1s). Di conseguenza l'atomo rimane in uno stato eccitato, e la lacuna di core viene riempita da un elettrone degli orbitali esterni. In questa situazione l'atomo possiede energia in eccesso, che può essere liberata sotto forma di raggi X (ovvero fotoni) o emettendo un elettrone degli orbitali più esterni, detto elettrone Auger. Questo meccanismo di diseccitazione è di gran lunga predominante per elementi leggeri e diventa competitivo con l'emissione di un fotoelettrone fino all'arsenico.
Gli elettroni Auger sono emessi con energie cinetiche che dipendono dagli elementi chimici presenti nel campione.

## Strumentazione
I componenti essenziali sono:
- Sorgente di elettroni per irradiare il campione da analizzare;
- Analizzatore di energia, che misura gli elettroni secondari;
- Rivelatore di elettroni;
- Registratore dati, lavorazione dati e uscita.